# Natalija Kobrinska
Natalija Kobrinska (ukrajinsko Наталія Іванівна Кобринська); *8. junij 1851, Beleluja, Avstro-Ogrska, † 22. januar 1920, Bolehov,  ukrajinska pisateljica, feministka
Natalija Kobrinska je bila ukrajinska pisateljica, socialistična feministka in aktivistka.
Hči častitljivega Ivana Ozarkeviča, duhovnika, ki je bil pozneje izvoljen v avstrijski parlament, in Teofilie Okunevske, se je rodila kot Natalija Ozarkevič v vasi Beleluia v Galiciji. Takrat ženske niso smele nadaljevati izobraževanja preko osnovne stopnje, zato se je izobraževala predvsem doma. Študirala je več jezikov: nemško, francosko, poljsko in rusko ter brala literaturo iz različnih dežel. Leta 1871 se je poročila s Theofilom Kobrinskim. Nekaj let pozneje je umrl in se je bila prisiljena vrniti v Bolehov k svojim staršem.
Kobrinska je z očetom odšla na Dunaj, kjer je spoznala Ivana Franka; Franko jo je spodbudil, da je prevzela nalogo izboljšanja položaja Ukrajink in jih spodbujala k iskanju enakosti z moškimi. Leta 1884 je organizirala Tovarystvo Rus'kykh Zhinok (Združenje ukrajinskih žensk) , kjer si je prizadevala izobraževati ženske tako, da jih je izpostavila literaturi in spodbujala razprave o pravicah žensk. Leta 1890 je bila del delegacije, ki je lobirala pri ministru za šolstvo, da bi ženskam omogočila obiskovanje univerze. Zavzemala se je tudi za splošno volilno pravico, dnevno varstvo in javne kuhinje.
Napisala je svojo prvo kratko zgodbo Šuminska (pozneje znana kot Duh časa, leta 1883; naslednje leto je napisala novelo Za kos kruha. Leta 1887 je z Oleno Pčilka uredila Pershy vinok (Prvi venci), zbirko Ukrajinskih avtoric. Kobrinskina založba Zhinocha Sprava (Ženska stvar) je izdala tri številke ženskega almanaha Naša dolja (Naša usoda).
Umrla je v Bolehovu leta 1920.